# Bousso
Bousso est une petite ville du Tchad située au sud-est de Ndjamena, sur les bords du fleuve Chari.
Elle est le chef-lieu du département du Loug Chari.

## Économie
Bousso est un centre d'agriculture et d'élevage à l'image de tout le Tchad. On peut dire sans se tromper que c'est le Tchad en miniature. Bousso, à l'instar de Bokoro, est le grenier à céréles de N'Djaména, la capitale Tchadienne. C'est aussi l'un des plus grands marchés de bétail de la sous-région. (HMS)

## Éducation
Enseignement Technique.
Le Collège d'Enseignement Technique Agricole de Ba-Illi ("Fleuve noir" en Baguirmi) est le tout premier de tout le Tchad d'où sont sortis presque tous les fonctionnaires de l'agriculture de la période pré- et post-indépendance (...)

Enseignement secondaire.
Lycée de Bousso
Le CEG de Bousso, créé en 1968 a produit les 7 premiers brevetés locaux en 1973 dont Ali Ahmat Ali (Doctorat Relations internationales, diplomate décédé à Moscou 2007), Dr. Ahmed Elie Béchir (Doctorat, Relations Internationales, Caen, France), Dr. Boukar Amin Bourkou (Doctorat en relations internationales Kiev), Hassan Ballah Boukar (Prep-journaliste, premier Maire de la ville de Bousso, décédé en 2001), Dr. Hassan Mahamat Souleyman (Doctorat Interdisciplinaire en Théories Pédagogiques de l'Enseignement des Langues Secondes et Administration de Programmes d'Enseignement Supérieur (Université d'Arizona, USA), Professeur à l'Université d'État de Bowling Green -Bowling Green State University- dans l'État d'Ohio aux États-Unis d'Amérique, depuis août 2008), Bagdé Thomas, Professeur de Géographie au Lycée de Bousso), et Oumar Boukar Gana (DEA en économie et finances publiques; actuel Secrétaire d'État aux Finances, chargé du Budget, puis Ministre des Finances de la République du Tchad). Devenu Lycée de Bousso en 1999, l'établissement fait la fierté de la région.
CEG de Bousso

CEG de Kouno

## Administration
Liste des maires :